# João Sousa

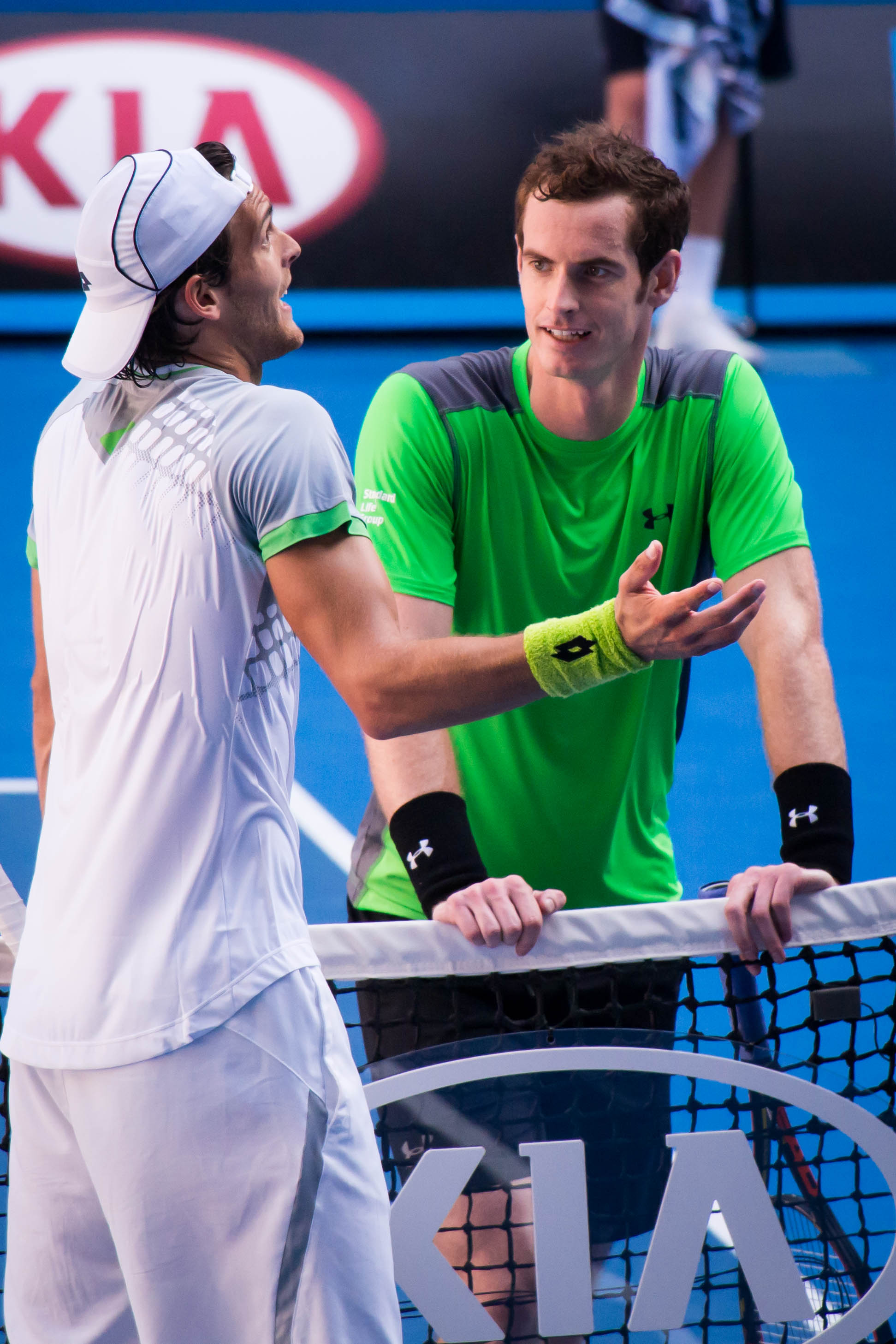
Po mečbolu Andyho Murrayho (vpravo) ve 3. kole Australian Open 2015 si vzal Sousa challenge a Murray tak čekal na podání ruky, které přišlo po negativním výsledku výzvy

João Sousa, celým jménem João Pedro Coelho Marinho de Sousa (* 30. března 1989 Guimarães), je portugalský profesionální tenista. Ve své dosavadní kariéře vyhrál na okruhu ATP Tour čtyři singlové turnaje. Na challengerech ATP a okruhu ITF získal dvanáct titulů ve dvouhře a jedenáct ve čtyřhře.
Na žebříčku ATP byl ve dvouhře nejvýše klasifikován v květnu 2016 na 28. místě a ve čtyřhře pak v květnu 2019 na 26. místě. Od sezóny 2011 jej trénuje bývalý tenista Frederico Marques a připravuje se v barcelonské tenisové akademii BTT.
V portugalském daviscupovém týmu debutoval v roce 2008 čtvrtfinálem 2. skupiny zóny Evropy a Afriky proti Kypru, v němž za rozhodnutého stavu vyhrál závěrečnou dvouhru s Christouem. Portugalci zvítězili 5:0 na zápasy. Do září 2018 v soutěži nastoupil k dvaceti třem mezistátním utkáním s bilancí 21–11 ve dvouhře a 7–8 ve čtyřhře.
Portugalsko reprezentoval na Letních olympijských hrách 2016 v Riu de Janeiru, kde v mužské dvouhře na úvod porazil Nizozemce Robina Haaseho. Ve druhé fázi jej vyřadil nestačil na pozdějšího stříbrného medailistu Juana Martína del Potra ve třech setech. Do mužské čtyřhry nastoupili s Gastãem Eliasem z pozice náhradníků. Soutěž opustili ve druhém kole po prohře od sedmého nasazeného páru Kanaďanů Daniel Nestor a Vasek Pospisil.

## Tenisová kariéra a mužské portugalské rekordy
Sousa se stal držitelem několika mužských rekordů v portugalském tenisu. Po zisku titulu na říjnovém Proton Malaysian Open 2013 v Kuala Lumpuru se posunul na 49. místo žebříčku, čímž se stal prvním Portugalcem v elitní světové padesátce. V listopadu 2015 své postavení vylepšil na 33. příčku, když si odvezl druhý kariérní trofej z Valencia Open 2015. V květnu 2016 se jako první portugalský tenista posunul do elitní světové třicítky poté, co postoupil do svého premiérového čtvrtfinále v sérii Masters, a to na Mutua Madrid Open 2016.
Během roku 2014 se stal prvním Portugalcem, jenž odehrál celou singlovou sezónu výlučně na okruhu ATP World Tour, prvním nasazeným na Grand Slamu, když se dostal mezi třicet dva hráčů na zářijovém US Open 2014, a druhým, který se probojoval do grandslamového čtvrtfinále v mužské čtyřhře US Open 2015. Zároveň jako čtvrtý portugalský tenista figuroval v první světové stovce klasifikace dvouhry, respektive po Nuno Marquesovi byl druhým, jemuž se to podařilo ve dvouhře i čtyřhře.

## Soukromý život
Narodil se roku 1989 v portugalském městě Guimarães do rodiny soudce Armanda Marinha de Sousy a bankovní úřednice Adelaide Coelho Sousové. Má mladšího bratra Luíse Carlose Sousu. Tenis začal hrát v sedmi letech v místním oddílu s otcem. V roce 2001 vyhrál národní mistrovství mladších žáků do 12 let, když v semifinále vyřadil budoucího daviscupového spoluhráče Gastãa Eliase. Jako poražený finalista odešel ze soutěže čtyřhry. Na portugalském šampionátu starších žáku 2003 zvítězili s Eliasem v deblové soutěži. Do čtrnácti let hrál také fotbal v místních klubech Vitória de Guimarães a Os Sandinenses, než se rozhodl plně zaměřit na tenisovou kariéru, čímž se vzdal i zamýšleného studia lékařství. Zapojil se do tréninku na kurtech Národního tenisového centra v Maie, které ovšem bylo uzavřeno.
Během září 2004, v patnácti letech, se přestěhoval do Barcelony, kde navštěvoval školu a stal se členem Katalánské tenisové federace. O rok později, na doporučení krajana a bývalého člena akademie Ruie Machada, začal trénovat v barcelonské Tenisové akademii BTT. Nejdříve jej koučoval Álvaro Margets pod dohledem mentora Francisca Roiga. V akademii se poznal a sdílel byt s pozdějším trenérem Fredericem Marquesem. Sousa pokračoval v přípravě na dvorcích BTT i po zahájení profesionální kariéry.
Přezdívku Dobyvatel (portugalsky Conquistador) získal díky stejnému rodišti s prvním portugalským králem Alfonsem I. Portugalským.

## Finále na okruhu ATP World Tour
| Legenda                       |
| D – dvouhra; Č – čtyřhra      |
| Grand Slam (0)                |
| Turnaj mistrů (0)             |
| ATP Tour Masters 1000 (0–1 Č) |
| ATP Tour 500 (0)              |
| ATP Tour 250 (4–8 D)          |

### Dvouhra: 12 (4–8)
| Stav      | č. | datum             | turnaj                 | povrch    | soupeř ve finále      | výsledek                |
| --------- | -- | ----------------- | ---------------------- | --------- | --------------------- | ----------------------- |
| Vítěz     | 1. | 29, září 2013     | Kuala Lumpur, Malajsie | tvrdý (h) | Julien Benneteau      | 2–6, 7–5, 6–4           |
| Finalista | 1. | 13. července 2014 | Bastad, Švédsko        | antuka    | Pablo Cuevas          | 2–6, 1–6                |
| Finalista | 2. | 21. září 2014     | Mety, Francie          | tvrdý (h) | David Goffin          | 4–6, 3–6                |
| Finalista | 3. | 23. května 2015   | Ženeva, Švýcarsko      | antuka    | Thomaz Bellucci       | 6–7(4–7), 4–6           |
| Finalista | 4. | 26. července 2015 | Umag, Chorvatsko       | antuka    | Dominic Thiem         | 4–6, 1–6                |
| Finalista | 5. | 27. září 2015     | Petrohrad, Rusko       | tvrdý (h) | Milos Raonic          | 3–6, 6–3, 3–6           |
| Vítěz     | 2. | 1. listopadu 2015 | Valencie, Španělsko    | tvrdý (h) | Roberto Bautista Agut | 3–6, 6–3, 6–4           |
| Finalista | 6. | 7. ledna 2017     | Auckland, Nový Zéland  | tvrdý     | Jack Sock             | 3–6, 7–5, 3–6           |
| Finalista | 7. | 5. srpna 2017     | Kitzbühel, Rakousko    | antuka    | Philipp Kohlschreiber | 3–6, 4–6                |
| Vítěz     | 3. | 6. května 2018    | Estoril, Portugalsko   | antuka    | Frances Tiafoe        | 6–4, 6–4                |
| Vítěz     | 4. | 6. února 2022     | Puné, Indie            | tvrdý     | Emil Ruusuvuori       | 7–6(11–9), 4–6, 6–1     |
| Finalista | 8. | 21. května 2022   | Ženeva, Švýcarsko      | antuka    | Casper Ruud           | 6–7(3–7), 6–4, 6–7(4–7) |

### Čtyřhra: 1 (0–1)
| Stav      | č. | datum           | turnaj      | povrch | spoluhráč           | soupeři ve finále                 | výsledek         |
| --------- | -- | --------------- | ----------- | ------ | ------------------- | --------------------------------- | ---------------- |
| Finalista | 1. | 20. května 2018 | Řím, Itálie | antuka | Pablo Carreño Busta | Juan Sebastián Cabal Robert Farah | 6–3, 4–6, [4–10] |

## Finále na challengerech ATP a okruhu Futures
| Legenda                    |
| -------------------------- |
| Challengery (5–2 D; 2–1 Č) |
| Futures (7–4 D; 9–2 Č)     |

### Dvouhra: 20 (12–8)
| Stav      | č.  | datum              | turnaj                              | povrch    | soupeř ve finále        | výsledek           |
| --------- | --- | ------------------ | ----------------------------------- | --------- | ----------------------- | ------------------ |
| Finalista | 1.  | 31. květen 2009    | Spain F18, Gran Canaria             | antuka    | Sergio Gutiérrez-Ferrol | 1–6, 6–1, 7–5      |
| Vítěz     | 1.  | 21. červen 2009    | Spain F21, La Palma                 | koberec   | Andrea Falgheri         | 6–7(2–7), 7–5, 6–3 |
| Finalista | 2.  | 19. červenec 2009  | France F12, Saint-Gervais-les-Bains | antuka    | Adrián Menéndez         | 1–6, 6–4, 7–5      |
| Finalista | 3.  | 8. listopadu 2009  | Spain F37, Vilafranca               | antuka    | Pedro Clar-Rosselló     | 6–1, 6–3           |
| Vítěz     | 2.  | 23. května 2010    | Spain F17, Valldoreix               | antuka    | Ivan Nedělko            | 6–0, 6–3           |
| Vítěz     | 3.  | 29. května 2010    | Spain F18, Tenerife                 | tvrdý     | David Thurner           | 7–5, 6–4           |
| Vítěz     | 4.  | 5. června 2010     | Spain F19, Lanzarote                | tvrdý     | Michael Lammer          | 7–5, 6–4           |
| Finalista | 4.  | 3. října 2010      | Spain F35, Martos                   | tvrdý     | Adrián Menéndez         | 7–5, 7–6(7–6)      |
| Vítěz     | 5.  | 8. května 2011     | Spain F14, Balaguer                 | antuka    | Taró Daniel             | 6–3, 6–1           |
| Vítěz     | 6.  | 15. května 2011    | Spain F15, Lleida                   | antuka    | Roberto Carballes       | 6–3, 6–3           |
| Vítěz     | 7.  | 5. června 2011     | Franken Challenge, Fürth            | antuka    | Jan-Lennard Struff      | 6–2, 0–6, 6–2      |
| Vítěz     | 8.  | 23. října 2011     | Spain F38, Sabadell                 | antuka    | Marcel Zimmermann       | 3–6, 7–6(7–4), 6–4 |
| Vítěz     | 9.  | 15. dubna 2012     | Mersin Cup, Mersi                   | antuka    | Javier Martí            | 6–4, 0–6, 6–4      |
| Vítěz     | 10. | 29. červenec 2012  | Tampere Open, Tampere               | antuka    | Éric Prodon             | 7–6(7–5), 6–4      |
| Finalista | 5.  | 2. září 2012       | Città di Como Challenger, Como      | antuka    | Andreas Haider-Maurer   | 3–6, 4–6           |
| Vítěz     | 11. | 9. června 2013     | Fürth, Německo (2)                  | antuka    | Wayne Odesnik           | 3–6, 6–3, 6–4      |
| Finalista | 6.  | 14. července 2013  | San Benedetto, Itálie               | antuka    | Andrej Martin           | 4–6, 3–6           |
| Vítěz     | 12. | 28. července 2013  | Guimarães, Portugalsko              | tvrdý     | Marius Copil            | 6–3, 6–0           |
| Finalista | 7.  | 31. října 2021     | Brest, Francie                      | tvrdý (h) | Brandon Nakashima       | 3–6, 3–6           |
| Finalista | 8.  | 12. listopadu 2021 | Helsinki, Finsko                    | tvrdý (h) | Alex Molčan             | 3–6, 2–6           |

### Čtyřhra: 14 (11–3)
| Stav      | č.  | datum             | turnaj                   | povrch  | spoluhráč            | soupeři ve finále                              | výsledek              |
| --------- | --- | ----------------- | ------------------------ | ------- | -------------------- | ---------------------------------------------- | --------------------- |
| Vítěz     | 1.  | 3. února 2008     | Spain F4, Murcia         | antuka  | B. Salvá-Vidal       | Alex Jakupovic Carles Poch                     | 6–7(5–7), 6–1, [10–2] |
| Finalista | 1.  | 25. května 2008   | Spain F20, Valldoreix    | antuka  | Frederico Marques    | Pedro Clar Carlos Rexach Itoiz                 | 6–1, 6–2              |
| Vítěz     | 2.  | 10. srpna 2008    | Spain F30, Bakio         | tvrdý   | Georgi Roumenov      | Agustin Boje Andoni Vivanco                    | 7–6(7–6), 7–6(7–4)    |
| Vítěz     | 3.  | 14. srpna 2009    | Spain F28, Irun          | antuka  | Georgi Roumenov      | Gonçalo Falcão Saar Steele                     | 6–2, 6–3              |
| Vítěz     | 4.  | 27. září 2009     | Portugal F5, Espinho     | antuka  | Gonçalo Falcão       | Jordi Marse-Vidri Allen Perel                  | 7–5, 6–3              |
| Vítěz     | 5.  | 28. května 2010   | Spain F18, Tenerife      | tvrdý   | Georgi Roumenov      | Agustin Boje-Ordonez M. Palacios Siegenthale   | 6–1, 6–4              |
| Vítěz     | 6.  | 4. června 2010    | Spain F19, Lanzarote     | tvrdý   | Georgi Roumenov      | Michael Lammer Luduvic Walter                  | 7–6(7–4), 6–0         |
| Vítěz     | 7.  | 11. června 2010   | Spain F20, Tenerife      | koberec | Georgi Roumenov      | Carlos Gomez Herrera Roberto Ortega Olmedo     | 7–6(7–2), 6–2         |
| Vítěz     | 8.  | 1. srpna 2010     | Tampere Open             | antuka  | Leonardo Tavares     | Andis Juška Deniss Pavlovs                     | 7–6(7–3), 7–5         |
| Vítěz     | 9.  | 10. října 2010    | Spain F36, Córdoba       | tvrdý   | Israel Vior          | Ivan Arenas Enrique Lopez Perez                | 7–6(7–6), 4–6, [10–3] |
| Finalista | 2.  | 7. října 2011     | Córdoba                  | tvrdý   | Gerard Granollers    | Miguel López Jaén Gabriel Trujillo Soler       | 6–4, 6–4              |
| Vítěz     | 10. | 23. října 2011    | Spain F38, Sabadell      | antuka  | Steven Diez          | Miguel Ángel López Jaén Gabriel Trujillo-Soler | 6–3, 3–6, [10–7]      |
| Vítěz     | 11. | 9. června 2012    | Franken Challenge, Fürth | antuka  | Arnau Brugués-Davi   | Rameez Junaid Purav Radža                      | 7–5, 6–7(4–7), [11–9] |
| Finalista | 3.  | 14. července 2013 | San Benedetto, Itálie    | antuka  | Alessandro Giannessi | Pierre-Hugues Herbert Maxime Teixeira          | 4–6, 3–6              |